# يفجيني شابوشنيكوف
يفجيني إيفانوفيتش شابوشنيكوف ((بالروسية: Евгений Иванович Шапошников)‏؛ 3 فبراير 1942 - 8 ديسمبر 2020) كان قائدًا عسكريًا سوفيتيًا وروسيًا ويتحول بعد انتهاء خدمته إلى شخصية تجارية. حصل على رتبة مشير طيران عام 1991. كان وزير الدفاع الأخير للاتحاد السوفيتي.

## الموت
توفي في 8 ديسمبر 2020 في موسكو بسبب COVID-19 خلال فترة انتشار وباء COVID-19 في روسيا.

## روابط خارجية
- باللغة الروسية Biography

| مناصب عسكرية     | مناصب عسكرية                | مناصب عسكرية    |
| ---------------- | --------------------------- | --------------- |
| سبقه             | '                           | تبعه            |
| المناصب السياسية |                             |                 |
| سبقه {{{سبقه}}}  | {{{العنوان}}} {{{الأعوام}}} | تبعه {{{تبعه}}} |
| سبقه {{{سبقه}}}  | {{{العنوان}}} {{{الأعوام}}} | تبعه {{{تبعه}}} |